# مارک واکر
بردلی مارک واکر (به انگلیسی: Mark Walker) (زاده ۲۰ مه ۱۹۶۹) یک سیاستمدار و کشیش آمریکایی است که از سال ۲۰۱۵ تا ۲۰۲۱ به عنوان نماینده ایالات متحده برای منطقه ششم کنگره کارولینای شمالی خدمت کرد. او که یکی از اعضای حزب جمهوری‌خواه بود، در سال ۲۰۱۷ به ریاست کمیته مطالعات جمهوری خواهان و در سال ۲۰۱۹ به عنوان نایب رئیس کنفرانس جمهوری خواهان مجلس نمایندگان انتخاب شد.
واکر در انتخابات ۲۰۲۲ نامزدی سنا کرد و در انتخابات مقدماتی جمهوری خواهان سوم شد. واکر برای مدت کوتاهی نامزد انتخابات فرمانداری کارولینای شمالی در سال ۲۰۲۴ بود قبل از اینکه برای کرسی قدیمی خود در مجلس انصراف دهد، و سپس از آن رقابت برای پیوستن به کمپین ریاست جمهوری دونالد ترامپ کناره‌گیری کرد.